# Matthew Heimbach
Matthew Warren Heimbach (Poolesville, 8 aprile 1991) è un politico statunitense noto sostenitore del suprematismo bianco e fondatore del partito politico neonazista Partito Tradizionalista dei Lavoratori.

## Biografia

### Primi anni e studi
Matthew Heimbach nacque l'8 aprile 1991 a Poolesville, nel Maryland, negli Stati Uniti. I suoi genitori, Margaret e Karl Heimbach, sono entrambi insegnanti in una scuola pubblica, e Matthew descrisse la loro affiliazione politica come "repubblicani alla Mitt Romney". Dopo molti anni, nel 2013, egli conseguì una laurea in scienze storiche presso la Towson University e, nello stesso periodo, incontrò la sua ex moglie Brooke ad una conferenza dell'American Reinassance, un sito web di suprematisti bianchi.

### Sviluppo dell'ideologia
Matthew Heimbach ha più volte dichiarato che la sua ideologia, un misto tra neonazismo e suprematismo bianco, si è formata leggendo i libri del politico Pat Buchanan, altro frequentatore di American Reinassance, e di Jared Taylor, un giornalista autodefinito "realista della razza".

### Fondazione e storia del partito
Nel 2013, Matthew fonda il Traditionalist Youth Network, come "filiale" della White Student Union, attiva nel campus della Towson University. Nel 2015 lo rende un partito politico vero e proprio, con il nome di Partito Tradizionalista dei Lavoratori, per correre alle elezioni del 2016, senza però ottenere particolare successo a causa del suo dichiarato neonazismo. Seguendo l'esempio di altri suprematisti bianchi statunitensi come George Lincoln Rockwell e Richard Spencer, Heimbach organizzò numerosi discorsi nelle università americane, causando numerose proteste. Inoltre, egli incontrò nel 2017 numerosi membri e figure di spicco del Partito Repubblicano, durante l'insediamento di Donald Trump come presidente. Il partito, tuttavia, fu sciolto nel 2018, in seguito all'arresto di Heimbach per aver spinto e ferito un manifestante anti-repubblicano durante il comizio della campagna elettorale di Donald Trump a Louisville, in Kentucky. Dopo essere stato rilasciato, divenne un importante membro del National Socialist Movement, che però abbandonò poco tempo dopo.

## Ideologia

Bandiera del Partito Tradizionalista dei Lavoratori

Il Southern Poverty Law Center ha definito Heimbach come "il volto di una nuova generazione di neonazisti nazionalisti bianchi", mentre secondo il Counter Extremism Project "la visione politica di Heimbach si basa sull'idea che la razza bianca sia svantaggiata a causa del globalismo e del multiculturalismo, che egli ha in gran parte attribuito a una cospirazione globale ebraica, la quale può essere affrontata solo dall'unità di tutti i bianchi, secondo lui detestati dagli ebrei". Per promuovere il suo antisemitismo, Heimbach ha sostenuto pubblicamente organizzazioni terroristiche come Hamas e la Jihad islamica, scrivendo che dovrebbe esserci "un'alleanza tra coloro che lottano contro lo stato sionista e l'ebraismo internazionale in Occidente e coloro che lo combattono nelle strade di Gaza, Siria e Libano". Heimbach ha stretto legami anche con gruppi nazionalisti di altri paesi, come il partito nazionalista di estrema destra greco Alba Dorata, e, in qualità di leader del Partito Tradizionalista dei Lavoratori, ha visitato organizzazioni europee di estrema destra in Germania, Slovacchia, Repubblica Ceca, Romania e Russia. La Legione Imperiale Russa, un'organizzazione terroristica russa la cui pericolosità è riconosciuta a livello internazionale, aveva ampi legami con Heimbach. Nel 2014, Heimbach è stato fotografato durante una protesta mentre brandiva una croce ortodossa come arma contro i manifestanti antirazzisti, mentre nel 2015 il governo del Regno Unito gli ha vietato l'ingresso nel paese, perché "la sua retorica nazionalista ed estremista potrebbe causare e diffondere violenze". Il dichiarato anticapitalismo e l'antimperialismo hanno differenziato Heimbach e il Partito Tradizionalista dei Lavoratori da molti altri gruppi americani di estrema destra, adottando una visione del neonazismo strasserista.